# 오가와정
오가와정(일본어: 小川町 오가와마치[*])은 일본 사이타마현 중부에 있는 히키군의 정이다. 히키 지방의 북서부, 지치부 지방의 바로 바깥쪽에 위치한다. "무사시의 작은 교토"라는 별명을 갖고 있고 전통 공예품인 와지(和紙) 생산지로 알려져 있다.

## 지리
사이타마현 중앙부보다 약간 서쪽에 위치한다. 시가지는 오가와 분지에 있고 소토치치부 산지에 둘러싸여 있다. 마을의 북동부는 가와고에-고다마 가도를 따라 있는 히가시마쓰야마 대지를 사이에 두고 히키 구릉의 서단을 스친다.

## 역사
고대부터 근세에 걸쳐 오가와정 지역은 주로 무사시국 히키군에 속했고 일부 지역은 오부스마군에 속해 있었다.
- 1889년 4월 1일 - 정촌제 시행과 함께 오가와촌을 포함한 4개 촌이 합병해 히키군 오가와정이 성립하였다.
- 1955년 2월 11일 - 오가와정, 오카와촌, 다케자와촌, 야와타촌이 합병해 오가와정이 되었다.

## 인구
| 연도 | 인구   | ±%     |
| ---- | ------ | ------ |
| 1920 | 17,523 | —      |
| 1930 | 18,451 | +5.3%  |
| 1940 | 19,043 | +3.2%  |
| 1950 | 25,270 | +32.7% |
| 1960 | 24,769 | −2.0%  |
| 1970 | 25,641 | +3.5%  |
| 1980 | 27,045 | +5.5%  |
| 1990 | 33,709 | +24.6% |
| 2000 | 37,301 | +10.7% |
| 2010 | 32,900 | −11.8% |

## 교통

### 철도
- 동일본 여객철도 하치코선
- 도부 철도 도조 본선

### 도로
- 간에쓰 자동차도
- 국도 254호선(일본어판)